# Lenart
Lenart é um município da Eslovênia. A sede do município fica na localidade de Lenart v Slovenskih Goricah.